# Огнени птици
„Огнени птици“ (на английски: Fire Birds) е американски екшън филм от 1990 г. на режисьора Дейвид Грийн, продуциран от Бил Баладато, Кийт Бариш и Арнолд Копелсън, по сценарий на Ник Тиел и Пол Ф. Едуардс, и участват Никълъс Кейдж, Томи Лий Джоунс, Шон Йънг и Браян Кестнър.
Продукцията на филма е копродукция между „Уолт Дисни Студиос“ и „Нова Интернешънъл Филмс“. Комерсиално е пуснат под етикета „Тъчстоун Пикчърс“ на Дисни. Премиерата на филма е по кината на 25 май 1990 г. в световен мащаб.